# ديريك شارب
ديريك شارب هو عازف قيثارة كندي، ولد في 28 مارس 1965.

## وصلات خارجية
- ديريك شارب على موقع ميوزك برينز (الإنجليزية)
- ديريك شارب على موقع أول ميوزيك (الإنجليزية)
- ديريك شارب على موقع ديسكوغز (الإنجليزية)